# Lekkoatletyka na Letnich Igrzyskach Olimpijskich 1928 – rzut dyskiem kobiet
Rzut dyskiem kobiet – był jedną z konkurencji lekkoatletycznych rozgrywanych podczas igrzysk olimpijskich w Amsterdamie. Zawody odbyły się w dniu 31 lipca 1928 roku na Stadionie Olimpijskim w Amsterdamie. Wystartowało 21 zawodniczek z 12 krajów.

## Wyniki
Eliminacje były rozgrywane w dwóch grupach. Do finału awansowało sześć zawodniczek z najlepszymi wynikami. W przypadku gdy zawodniczka, która awansowała do finału nie uzyskała lepszego wyniku niż w eliminacjach, jako rezultat końcowy przyjmowano wynik uzyskany w eliminacjach
| Pozycja | Grupa el. | Zawodniczka        | Kraj              | Kwalifikacje | Finał | Uwagi |
| ------- | --------- | ------------------ | ----------------- | ------------ | ----- | ----- |
| 1.      | 1         | Halina Konopacka   | Polska            | 39,17        | 39,62 | WR    |
| 2.      | 1         | Lillian Copeland   | Stany Zjednoczone | 36,33        | 37,08 |       |
| 3.      | 1         | Ruth Svedberg      | Szwecja           | 34,68        | 35,92 |       |
| 4.      | 2         | Milly Reuter       | Niemcy            | 34,75        | 35,86 |       |
| 5.      | 1         | Grete Heublein     | Niemcy            | 35,56        | 35,56 |       |
| 6.      | 2         | Liesl Perkaus      | Austria           | 33,54        | 33,54 |       |
| 7.      | 1         | Maybelle Reichardt | Stany Zjednoczone | 33,52        | DNQ   |       |
| 8.      | 2         | Genowefa Kobielska | Polska            | 32,72        | DNQ   |       |
| 9.      | 2         | Charlotte Mäder    | Niemcy            | 32,22        | DNQ   |       |
| 10.     | 1         | Lucienne Velu      | Francja           | 31,29        | DNQ   |       |
| 11.     | 1         | Lena Michaëlis     | Holandia          | 31,04        | DNQ   |       |
| 12.     | 1         | Paula Mollenhauer  | Niemcy            | 30,94        | DNQ   |       |
| 13.     | 1         | Pierina Borsani    | Włochy            | 30,67        | DNQ   |       |
| 14.     | 1         | Elfrīda Karlsone   | Łotwa             | 30,60        | DNQ   |       |
| 15.     | 2         | Rena MacDonald     | Stany Zjednoczone | 30,25        | DNQ   |       |
| 16.     | 2         | Erzsébet Ruda      | Węgry             | 29,65        | DNQ   |       |
| 17.     | 2         | Bets Dekens        | Holandia          | 29,36        | DNQ   |       |
| 18.     | 2         | Berta Jikeli       | Rumunia           | 28,19        | DNQ   |       |
| 19.     | 2         | Margaret Jenkins   | Stany Zjednoczone | 27,07        | DNQ   |       |
| 20.     | 1         | Lucie Petit-Diagre | Belgia            | 25,28        | DNQ   |       |
| 21.     | 1         | Jenny Toitgans     | Belgia            | 24,40        | DNQ   |       |